# Mastrogiurato
Il mastrogiurato (o mastrogiorato) fu un magistrato del regno di Napoli in epoca angioina, che affiancava i sindaci nell'amministrazione delle città.
Istituita nel 1304 da Carlo II d'Angiò, sopravvisse ai cambiamenti politici nel regno per cinque secoli: nel 1806, durante il regno di Gioacchino Murat, fu infatti abolita e sostituita dal cosiddetto secondo eletto.

## Storia
Il mastrogiurato era eletto insieme al sindaco dal parlamento cittadino (assemblea dei capifamiglia) e durava in carica lo stesso periodo di questo (sei mesi o un anno, a seconda delle epoche). All'elezione seguiva un giuramento, davanti alla stessa assemblea, dopo il quale al mastrogiurato erano consegnate le chiavi della città. Infatti, il compito principale di questo magistrato riguardava l'apertura e la chiusura delle porte della città; doveva inoltre controllare il traffico in entrata e in uscita e sorvegliare i mercati cittadini e gli approvvigionamenti.
In alcune città del sud Italia, assunse particolare importanza in relazione ai privilegi e autonomie concessi dal potere regio: comando della milizia cittadina, diritto di convocazione del Parlamento cittadino, controllo di pesi e misure, controllo delle fiere.

## Nella cultura di massa
Dagli anni sessanta del Novecento si celebra a Lanciano, in provincia di Chieti, una rievocazione storica dell'istituto angioino, ufficializzata nel 1981 con il nome di «Rievocazione Storica dell'Investitura del Mastrogiurato»; l'evento, a cadenza annuale, si protrae dalla fine di agosto agli inizi di settembre, alla fine della cosiddetta "Settimana Medievale".
Inoltre, la figura del mastrogiurato ha un ruolo anche nelle rievocazioni storiche della cinquecentesca «parata dei turchi» a Potenza (Italia) e della seicentesca «festa della bandiera» di Morano Calabro.